# جورج إف. ستيوارت
جورج إف. ستيوارت (بالإنجليزية: George F. Stewart)‏ هو عالم أمريكي، ولد في 1908، وتوفي في 1982.